# 20. etape af Vuelta a España 2021
20. etape af Vuelta a España 2021 er en 173,6 km lang bjergetape, som køres den 4. september 2021 med start i Sanxenxo og mål i Mos.

## Resultater

### Etaperesultat
| \| Etaperesultat \| Etaperesultat \| Etaperesultat \| Etaperesultat \| Etaperesultat \| \| Rytter \| Rytter \| Hold \| Tid \| \| \| ------------- \| ------------------- \| ------------------ \| ------------- \| ------------- \| \| 1. \| Clément Champoussin \| AG2R Citroën Team \| 5t 21' 50" \| \| \| 2. \| Primož Roglič \| Jumbo-Visma \| + 6" \| \| \| 3. \| Adam Yates \| Ineos Grenadiers \| + 8" \| \| \| 4. \| Enric Mas \| Movistar Team \| + 8" \| \| \| 5. \| Jack Haig \| Bahrain Victorious \| + 12" \| \| \| 6. \| Chris Hamilton \| Team DSM \| + 16" \| \| \| 7. \| Mikel Bizkarra \| Euskaltel-Euskadi \| + 23" \| \| \| 8. \| Ryan Gibbons \| UAE Team Emirates \| + 26" \| \| \| 9. \| Gino Mäder \| Bahrain Victorious \| + 26" \| \| \| 10. \| Floris De Tier \| Alpecin-Fenix \| + 50" \| \| |                     |                    |            |
| |                     |                    |            |
| Kilde: ProCyclingStats |                     |                    |            |
| Etaperesultat |                     |                    |            |
| Rytter | Rytter              | Hold               | Tid        |
| 1. | Clément Champoussin | AG2R Citroën Team  | 5t 21' 50" |
| 2. | Primož Roglič       | Jumbo-Visma        | + 6"       |
| 3. | Adam Yates          | Ineos Grenadiers   | + 8"       |
| 4. | Enric Mas           | Movistar Team      | + 8"       |
| 5. | Jack Haig           | Bahrain Victorious | + 12"      |
| 6. | Chris Hamilton      | Team DSM           | + 16"      |
| 7. | Mikel Bizkarra      | Euskaltel-Euskadi  | + 23"      |
| 8. | Ryan Gibbons        | UAE Team Emirates  | + 26"      |
| 9. | Gino Mäder          | Bahrain Victorious | + 26"      |
| 10. | Floris De Tier      | Alpecin-Fenix      | + 50"      |

### Klassement efter etapen
| \| Samlede stilling \| Samlede stilling \| Samlede stilling \| Samlede stilling \| Samlede stilling \| \| Rytter \| Rytter \| Hold \| Tid \| \| \| ---------------- \| ------------------- \| ------------------ \| ---------------- \| ---------------- \| \| 1. \| Primož Roglič \| Jumbo-Visma \| 83t 11' 27" \| \| \| 2. \| Enric Mas \| Movistar Team \| + 2' 38" \| \| \| 3. \| Jack Haig \| Bahrain Victorious \| + 4' 48" \| \| \| 4. \| Adam Yates \| Ineos Grenadiers \| + 5' 48" \| \| \| 5. \| Gino Mäder \| Bahrain Victorious \| + 8' 14" \| \| \| 6. \| Egan Bernal \| Ineos Grenadiers \| + 11' 38" \| \| \| 7. \| Sepp Kuss \| Jumbo-Visma \| + 13' 42" \| \| \| 8. \| Guillaume Martin \| Cofidis \| + 16' 11" \| \| \| 9. \| David de la Cruz \| UAE Team Emirates \| + 16' 19" \| \| \| 10. \| Felix Großschartner \| Bora-Hansgrohe \| + 20' 30" \| \| |                     |                    |             |
| |                     |                    |             |
| Kilde: ProCyclingStats |                     |                    |             |
| Samlede stilling |                     |                    |             |
| Rytter | Rytter              | Hold               | Tid         |
| 1. | Primož Roglič       | Jumbo-Visma        | 83t 11' 27" |
| 2. | Enric Mas           | Movistar Team      | + 2' 38"    |
| 3. | Jack Haig           | Bahrain Victorious | + 4' 48"    |
| 4. | Adam Yates          | Ineos Grenadiers   | + 5' 48"    |
| 5. | Gino Mäder          | Bahrain Victorious | + 8' 14"    |
| 6. | Egan Bernal         | Ineos Grenadiers   | + 11' 38"   |
| 7. | Sepp Kuss           | Jumbo-Visma        | + 13' 42"   |
| 8. | Guillaume Martin    | Cofidis            | + 16' 11"   |
| 9. | David de la Cruz    | UAE Team Emirates  | + 16' 19"   |
| 10. | Felix Großschartner | Bora-Hansgrohe     | + 20' 30"   |

| Pointkonkurrence | Pointkonkurrence | Pointkonkurrence      | Pointkonkurrence | Pointkonkurrence |
| Rytter           | Rytter           | Hold                  | Point            |                  |
| ---------------- | ---------------- | --------------------- | ---------------- | ---------------- |
| 1.               | Fabio Jakobsen   | Deceuninck-Quick Step | 250 point        |                  |
| 2.               | Primož Roglič    | Jumbo-Visma           | 179 point        |                  |
| 3.               | Matteo Trentin   | UAE Team Emirates     | 145 point        |                  |
| 4.               | Magnus Cort      | EF Education-Nippo    | 144 point        |                  |
| 5.               | Alberto Dainese  | Team DSM              | 120 point        |                  |
| 6.               | Michael Matthews | BikeExchange          | 114 point        |                  |
| 7.               | Enric Mas        | Movistar Team         | 113 point        |                  |
| 8.               | Andrea Bagioli   | Deceuninck-Quick Step | 101 point        |                  |
| 9.               | Arnaud Démare    | Groupama-FDJ          | 91 point         |                  |
| 10.              | Romain Bardet    | Team DSM              | 89 point         |                  |

| Pointkonkurrence | Pointkonkurrence | Pointkonkurrence      | Pointkonkurrence | Pointkonkurrence |
| Rytter           | Rytter           | Hold                  | Point            |                  |
| ---------------- | ---------------- | --------------------- | ---------------- | ---------------- |
| 1.               | Fabio Jakobsen   | Deceuninck-Quick Step | 250 point        |                  |
| 2.               | Primož Roglič    | Jumbo-Visma           | 179 point        |                  |
| 3.               | Matteo Trentin   | UAE Team Emirates     | 145 point        |                  |
| 4.               | Magnus Cort      | EF Education-Nippo    | 144 point        |                  |
| 5.               | Alberto Dainese  | Team DSM              | 120 point        |                  |
| 6.               | Michael Matthews | BikeExchange          | 114 point        |                  |
| 7.               | Enric Mas        | Movistar Team         | 113 point        |                  |
| 8.               | Andrea Bagioli   | Deceuninck-Quick Step | 101 point        |                  |
| 9.               | Arnaud Démare    | Groupama-FDJ          | 91 point         |                  |
| 10.              | Romain Bardet    | Team DSM              | 89 point         |                  |

| Bjergkonkurrence | Bjergkonkurrence | Bjergkonkurrence   | Bjergkonkurrence | Bjergkonkurrence |
| Rytter           | Rytter           | Hold               | Point            |                  |
| ---------------- | ---------------- | ------------------ | ---------------- | ---------------- |
| 1.               | Michael Storer   | Team DSM           | 80 point         |                  |
| 2.               | Romain Bardet    | Team DSM           | 61 point         |                  |
| 3.               | Primož Roglič    | Jumbo-Visma        | 51 point         |                  |
| 4.               | Damiano Caruso   | Bahrain Victorious | 33 point         |                  |
| 5.               | Rafał Majka      | UAE Team Emirates  | 33 point         |                  |
| 6.               | Jack Haig        | Bahrain Victorious | 23 point         |                  |
| 7.               | Sepp Kuss        | Jumbo-Visma        | 19 point         |                  |
| 8.               | Enric Mas        | Movistar Team      | 17 point         |                  |
| 9.               | Egan Bernal      | Ineos Grenadiers   | 16 point         |                  |
| 10.              | Fabio Aru        | Qhubeka NextHash   | 16 point         |                  |

| Bjergkonkurrence | Bjergkonkurrence | Bjergkonkurrence   | Bjergkonkurrence | Bjergkonkurrence |
| Rytter           | Rytter           | Hold               | Point            |                  |
| ---------------- | ---------------- | ------------------ | ---------------- | ---------------- |
| 1.               | Michael Storer   | Team DSM           | 80 point         |                  |
| 2.               | Romain Bardet    | Team DSM           | 61 point         |                  |
| 3.               | Primož Roglič    | Jumbo-Visma        | 51 point         |                  |
| 4.               | Damiano Caruso   | Bahrain Victorious | 33 point         |                  |
| 5.               | Rafał Majka      | UAE Team Emirates  | 33 point         |                  |
| 6.               | Jack Haig        | Bahrain Victorious | 23 point         |                  |
| 7.               | Sepp Kuss        | Jumbo-Visma        | 19 point         |                  |
| 8.               | Enric Mas        | Movistar Team      | 17 point         |                  |
| 9.               | Egan Bernal      | Ineos Grenadiers   | 16 point         |                  |
| 10.              | Fabio Aru        | Qhubeka NextHash   | 16 point         |                  |

| Ungdomskonkurrence | Ungdomskonkurrence       | Ungdomskonkurrence     | Ungdomskonkurrence | Ungdomskonkurrence |
| Rytter             | Rytter                   | Hold                   | Tid                |                    |
| ------------------ | ------------------------ | ---------------------- | ------------------ | ------------------ |
| 1.                 | Gino Mäder               | Bahrain Victorious     | 83t 19' 41"        |                    |
| 2.                 | Egan Bernal              | Ineos Grenadiers       | + 3' 24"           |                    |
| 3.                 | Juan Pedro López         | Trek-Segafredo         | + 18' 04"          |                    |
| 4.                 | Rémy Rochas              | Cofidis                | + 39' 33"          |                    |
| 5.                 | Clément Champoussin      | AG2R Citroën Team      | + 43' 51"          |                    |
| 6.                 | Steff Cras               | Lotto-Soudal           | + 1t 10' 04"       |                    |
| 7.                 | Jefferson Alveiro Cepeda | Caja Rural-Seguros RGA | + 1t 42' 02"       |                    |
| 8.                 | Pavel Sivakov            | Ineos Grenadiers       | + 1t 53' 13"       |                    |
| 9.                 | Gotzon Martín            | Euskaltel-Euskadi      | + 1t 56' 47"       |                    |
| 10.                | Michael Storer           | Team DSM               | + 2t 11' 31"       |                    |

| Ungdomskonkurrence | Ungdomskonkurrence       | Ungdomskonkurrence     | Ungdomskonkurrence | Ungdomskonkurrence |
| Rytter             | Rytter                   | Hold                   | Tid                |                    |
| ------------------ | ------------------------ | ---------------------- | ------------------ | ------------------ |
| 1.                 | Gino Mäder               | Bahrain Victorious     | 83t 19' 41"        |                    |
| 2.                 | Egan Bernal              | Ineos Grenadiers       | + 3' 24"           |                    |
| 3.                 | Juan Pedro López         | Trek-Segafredo         | + 18' 04"          |                    |
| 4.                 | Rémy Rochas              | Cofidis                | + 39' 33"          |                    |
| 5.                 | Clément Champoussin      | AG2R Citroën Team      | + 43' 51"          |                    |
| 6.                 | Steff Cras               | Lotto-Soudal           | + 1t 10' 04"       |                    |
| 7.                 | Jefferson Alveiro Cepeda | Caja Rural-Seguros RGA | + 1t 42' 02"       |                    |
| 8.                 | Pavel Sivakov            | Ineos Grenadiers       | + 1t 53' 13"       |                    |
| 9.                 | Gotzon Martín            | Euskaltel-Euskadi      | + 1t 56' 47"       |                    |
| 10.                | Michael Storer           | Team DSM               | + 2t 11' 31"       |                    |

| Holdkonkurrence | Holdkonkurrence                    | Holdkonkurrence | Holdkonkurrence |
| Hold            | Hold                               | Tid             |                 |
| --------------- | ---------------------------------- | --------------- | --------------- |
| 1.              | Bahrain Victorious                 | 249t 58' 43"    |                 |
| 2.              | Jumbo-Visma                        | + 10' 33"       |                 |
| 3.              | Ineos Grenadiers                   | + 32' 37"       |                 |
| 4.              | UAE Team Emirates                  | + 1t 06' 01"    |                 |
| 5.              | Intermarché-Wanty-Gobert Matériaux | + 1t 10' 14"    |                 |
| 6.              | Movistar Team                      | + 1t 14' 45"    |                 |
| 7.              | AG2R Citroën Team                  | + 1t 36' 44"    |                 |
| 8.              | Cofidis                            | + 2t 11' 51"    |                 |
| 9.              | Trek-Segafredo                     | + 2t 31' 14"    |                 |
| 10.             | Team DSM                           | + 3t 03' 43"    |                 |

| Holdkonkurrence | Holdkonkurrence                    | Holdkonkurrence | Holdkonkurrence |
| Hold            | Hold                               | Tid             |                 |
| --------------- | ---------------------------------- | --------------- | --------------- |
| 1.              | Bahrain Victorious                 | 249t 58' 43"    |                 |
| 2.              | Jumbo-Visma                        | + 10' 33"       |                 |
| 3.              | Ineos Grenadiers                   | + 32' 37"       |                 |
| 4.              | UAE Team Emirates                  | + 1t 06' 01"    |                 |
| 5.              | Intermarché-Wanty-Gobert Matériaux | + 1t 10' 14"    |                 |
| 6.              | Movistar Team                      | + 1t 14' 45"    |                 |
| 7.              | AG2R Citroën Team                  | + 1t 36' 44"    |                 |
| 8.              | Cofidis                            | + 2t 11' 51"    |                 |
| 9.              | Trek-Segafredo                     | + 2t 31' 14"    |                 |
| 10.             | Team DSM                           | + 3t 03' 43"    |                 |